# ويرو
في الأساطير الماورية، ويرو Whiro (أو البطل في تواموتو) هو سيد الظلام، أو تجسيد لكل الشرور. إنه شقيق وعدو تان. إنه يسكن العالم السفلي وهو مسؤول عن أمراض جميع الأشخاص. في بعض إصدارات هذه القصة، عندما يموت الناس، تنحدر أجسادهم إلى العالم الآخر، حيث يأكلهم ويرو. في كل مرة يأكل فيها ويرو الجسم، يصبح أقوى. ستجعله هذه العملية في نهاية المطاف قويا بما يكفي ليتحرر من العالم السفلي، وعندها سيأتي إلى السطح ويلتهم كل شيء وكل شخص على الأرض.